# Amegilla berylae
Amegilla berylae es una especie de abeja excavadora perteneciente al género Amegilla, categorizada en la tribu Anthophorini, de la subfamilia Apinae.
Fue descrita científicamente por el entomólogo australiano Percy Tarlton Rayment en 1947. Aparece registrada y publicada en una sección de The genus Amegilla (Hymenoptera, Apidae, Anthophorini) in Australia: a revision of the subgenera Notomegilla and Zonamegilla. ZooKeys, Issue 653 de 2017.

## Distribución
Se distribuye por Australia, en el estado de Queensland.